# Moderbach (Zinsel)
Pour les articles homonymes, voir Moderbach.
Le Moderbach est un ruisseau qui coule dans la commune de Mouterhouse en Moselle. Il constitue la première section de la Zinsel du Nord, avant de confluer avec le Breidenbach. La Zinsel du Nord étant un affluent de la Moder, le Moderbach est donc un sous-affluent du Rhin.

## Hydronymie
Le Moderbach est à l'origine du nom de la commune de Mouterhouse, qu'il traverse.

## Géographie
Le ruisseau prend sa source dans la vallée du Krappenthal à Mouterhouse, commune du pays de Bitche en Moselle. Il se dirige vers l'Est et traverse l'écart de Vieille Fonderie avant de recueillir les eaux du Weissbach. Après sa réunion dans le village avec le Breidenbach, tous deux forment la Zinsel septentrionale, affluent de la Moder,.

## Affluents
- Weissbach
- Breidenbach[2],[3]